# Superdog Black
Superdog Black (刑事犬カール Keijiken Kāru?, lett. "Il cane detective Karl") è una serie televisiva poliziesca giapponese anni '70 che fu trasmessa in Italia nel 1982. Interpretata dalla nota cantante idol Midori Kinouchi, narra le vicende investigative della giovane poliziotta e il suo cane nero di nome Karl. Il serial è stato trasmesso in Giappone da settembre 1977 a giugno 1978 per un totale di 39 episodi.

## Trama
Superdog Black è uno dei tanti telefilm con un pastore tedesco come protagonista, come Rin Tin Tin o il Commissario Rex. Black è un cane che, magistralmente addestrato, aiuta la polizia a scoprire assassini, catturare ladri e sventare rapine. Le storie sono ambientate nel Giappone metropolitano degli anni '70.  

## Sigla originale
La sigla giapponese "Hashire Kaze no Yo ni" (Corri come il vento) fu uno dei successi canori di Midori Kinouchi, che nel telefilm interpreta il ruolo di Yōko Takasugi, la giovane addestratrice di Black.  

## Sigla italiana
In Italia la sigla iniziale, Super Dog Black (L. Macchiarella - D. Meakin - M. Fraser), era cantata dai Rocking Horse, pubblicata come lato B del singolo "Sampei" nel 1982.

## Edizione italiana
In Italia la serie giunse sulle TV private, nell'autunno del 1982. 

## Sequel
In Giappone venne realizzata una seconda serie di 24 episodi con cani ed attori diversi (la parte della poliziotta addestratrice venne recitata da Miwa Sakagami), che la Tōkyō Broadcasting System (TBS) mandò in onda quattro anni più tardi, nel 1981 (la serie in Italia è inedita). Nel 1991 la TBS ci riprovò con uno speciale di due ore che avrebbe dovuto rilanciare un'eventuale terza serie (anche questo speciale in Italia è inedito). Tuttavia la trama povera e per nulla originale indispettì a tal punto i vari fan di Black che i produttori decisero di abbandonare l'idea.

## Episodi
| Nº | Titolo italiano Giapponese 「Kanji」 - Rōmaji                   |
| 1  | Filo rosso 「細く赤い絆」 - Hosoku akai kizuna                  |
| 2  | Il sosia 「リーダー犬誕生」 - Rīdā inu tanjō                    |
| 3  | La figlia del capo 「狙われたヒーロー」 - Nerawareta hīrō       |
| 4  | Un richiamo particolare 「危険な足音」 - Kiken'na ashioto       |
| 5  | Ostaggio 「オソエ！炎のように」 - Osoe! Honō no yō ni           |
| 6  | Un piccione speciale 「愛のブレスレット」 - Ai no buresuretto   |
| 7  | Uno strano incidente 「ヒキ逃げ！」 - Hiki nige!                |
| 8  | Eroina 「探偵犬バド」 - Tantei inu bado                         |
| 9  | Il cecchino                                                     |
| 10 | Grazie Black                                                    |
| 11 | Black elettricista                                              |
| 12 | Yoko va in vacanza                                              |
| 13 | Una traversata difficile                                        |
| 14 | Un vero amico                                                   |
| 15 | Un amore da dimenticare                                         |
| 16 | Un allievo ottuso 「オカリナが聞こえる」 - Okarina ga kikoeru   |
| 17 | La terza età                                                    |
| 18 | Un’occasione da non perdere 「犬が剣道を!?」 - Inu ga kendō o!? |
| 19 | Un detective in miniatura                                       |
| 20 | Carne indigesta                                                 |
| 21 | Rapimento 「ワンワン子守歌」 - Wan wan komori uta               |
| 22 | Un coniglio nel paese delle meraviglie                          |
| 23 | Uno strano veterinario                                          |
| 24 | L'esca 「ワンワン大捜査線」 - Wan wan dai sōsa-sen              |
| 25 | Baby sitter 「君はガード犬」 - Kimi wa gādo inu                 |
| 26 | Il miracolo                                                     |
| 27 | Black perde la memoria                                          |
| 28 | Amore fraterno                                                  |
| 29 | Black trova un amico                                            |
| 30 | Amnesia                                                         |
| 31 | Un'operazione difficile                                         |
| 32 | L'addestramento antincendio                                     |
| 33 | Paura                                                           |
| 34 | Amore di nonna                                                  |
| 35 | La scuola della mia vita                                        |
| 36 | Il portafortuna                                                 |
| 37 | Ladro!                                                          |
| 38 | Addestramento di gruppo                                         |
| 39 | Il migliore cane del Giappone                                   |